# کام کلرک
کامرون آرتور کلرک (انگلیسی: Cameron Arthur Clarke؛ زاده ۶ نوامبر ۱۹۵۷) یک خواننده اهل آمریکا است. وی از سال ۱۹۷۰ میلادی تاکنون مشغول فعالیت بوده‌است.
از فیلم‌ها یا برنامه‌های تلویزیونی که وی در آن نقش داشته‌است می‌توان به رئیس مزرعه اشاره کرد.